# An Il-bom
An Il-bom est un footballeur international nord-coréen évoluant au poste de milieu de terrain au sein du club de Sobaeksu SC.

## Biographie
En 2006, An intègre le groupe nord-coréen pour participer à la Coupe d'Asie des nations de football des moins de 16 ans 2006, où les jeunes Chollimas atteignent la finale de la compétition, synonyme de qualification pour la Coupe du monde des moins de 17 ans 2007. Il se signale en ouvrant le score en demi-finale face au Tadjikistan, finalement défait 3 à 0. La campagne en Coupe du monde va permettre au milieu de terrain de Sobaeksu reste performant : il inscrit le seul but nord-coréen lors de la déroute contre les jeunes Auriverde (6-1). Le parcours de la Corée du Nord s'achève en huitièmes de finale, éliminée sèchement par l'Espagne.
Il enchaîne avec la sélection des moins de 19 ans, avec laquelle il dispute la Coupe d'Asie de la catégorie en 2008. An Il-bom marque un but lors du premier match face au Liban, battu 4 buts à 0 puis permet aux Nord-Coréens d'arracher le match nul dans les arrêts de jeu face au Tadjikistan. En quarts de finale, c'est l'Australie qui barre la route des coéquipiers d'An.
En 2009, il rejoint Ri Kwang-il et Myong Cha-hyeon en signant dans le club serbe de FK Radnički 1923, qui évolue en deuxième division nationale. Il revient dans son pays à l'issue de la saison. En fin d'année 2010, lors de la VFF Cup, il marque ses deux premiers buts en équipe A face à Singapour et contre le Viêt Nam mais aucun n'est pas comptabilisé puisque la compétition n'est pas reconnue comme officielle.
En décembre 2012, An est appelé par Yun Jong-su afin de prendre part au second tour de la Coupe d'Asie de l'Est. Il joue les quatre matchs de son équipe (contre Taïwan, Guam, l'Australie et Hong-Kong), marquant deux buts lors des larges succès face à Taïwan 6-1 puis contre Guam 5-0.

## Palmarès
- Finaliste de la Coupe d'Asie des moins de 16 ans 2006 avec la Corée du Nord U17